# Myzocallis tauricus
Myzocallis tauricus är en insektsart som beskrevs av Quednau och G. Remaudière 1994. Myzocallis tauricus ingår i släktet Myzocallis och familjen långrörsbladlöss. Inga underarter finns listade i Catalogue of Life.